# Iglesia de Santa María la Mayor (Colmenar de Oreja)
La iglesia de Santa María la Mayor es un templo católico de la localidad española de Colmenar de Oreja, en la Comunidad de Madrid. Su origen se remonta a la primera mitad del siglo XIII, si bien en el siglo XVI experimentó una severa remodelación. Se encuentra a cien metros de la Plaza Mayor.

## Historia
La iglesia fue construida por la Orden de Santiago, en el segundo tercio del siglo XIII, en piedra caliza extraída de las cercanas canteras de caliza de Colmenar de Oreja. Fue fundada en 1171 por Pedro Fernández de Fuentecalada (1170-1184), primer maestre de la Orden de Santiago, a la que perteneció a iglesia hasta 1540. Fue reconstruida en la segunda mitad del siglo XVI. Las portadas, torre y decoración de la sacristía se encargaron a Pedro Artadi, siguiendo modelos de Juan de Herrera, posteriormente se añadieron dos capillas a ambos lados del crucero: la capilla de Pedro de León, Obispo de Fossano, obra de Juan Bautista Monegro (1608-1621), y la capilla de Nuestra Señora del Amparo, según trazas de Fray Lorenzo de San Nicolás (1645/46-1649). En 1885 pasó a formar parte del arzobispado de Madrid-Alcalá, estando actualmente vinculada a la diócesis de Getafe. Contiene murales de Ulpiano Checa.
El 23 de septiembre de 1982 se incoó expediente para la declaración del inmueble como monumento histórico artístico, mediante una resolución publicada el 19 de noviembre de ese mismo año en el Boletín Oficial del Estado en la que fueron incluidos de forma conjunta otros bienes culturales de la Comunidad de Madrid.
El 4 de febrero de 2020 se declara Bien de Interés Cultural el la categoría de Monumento.

## Descripción
La vieja iglesia del siglo XIII tenía una planta externa e interna en forma de cruz latina y con pétreo cariz externo de fortaleza y porte interno gótico. Se accede a ella por tres portadas de orden jónico, toscano y dórico. Corona la construcción un elevado y típico chapitel madrileño cuadrangular de pizarra.

## Restauración - Premio Europa Nostra de Patrimonio Europeo

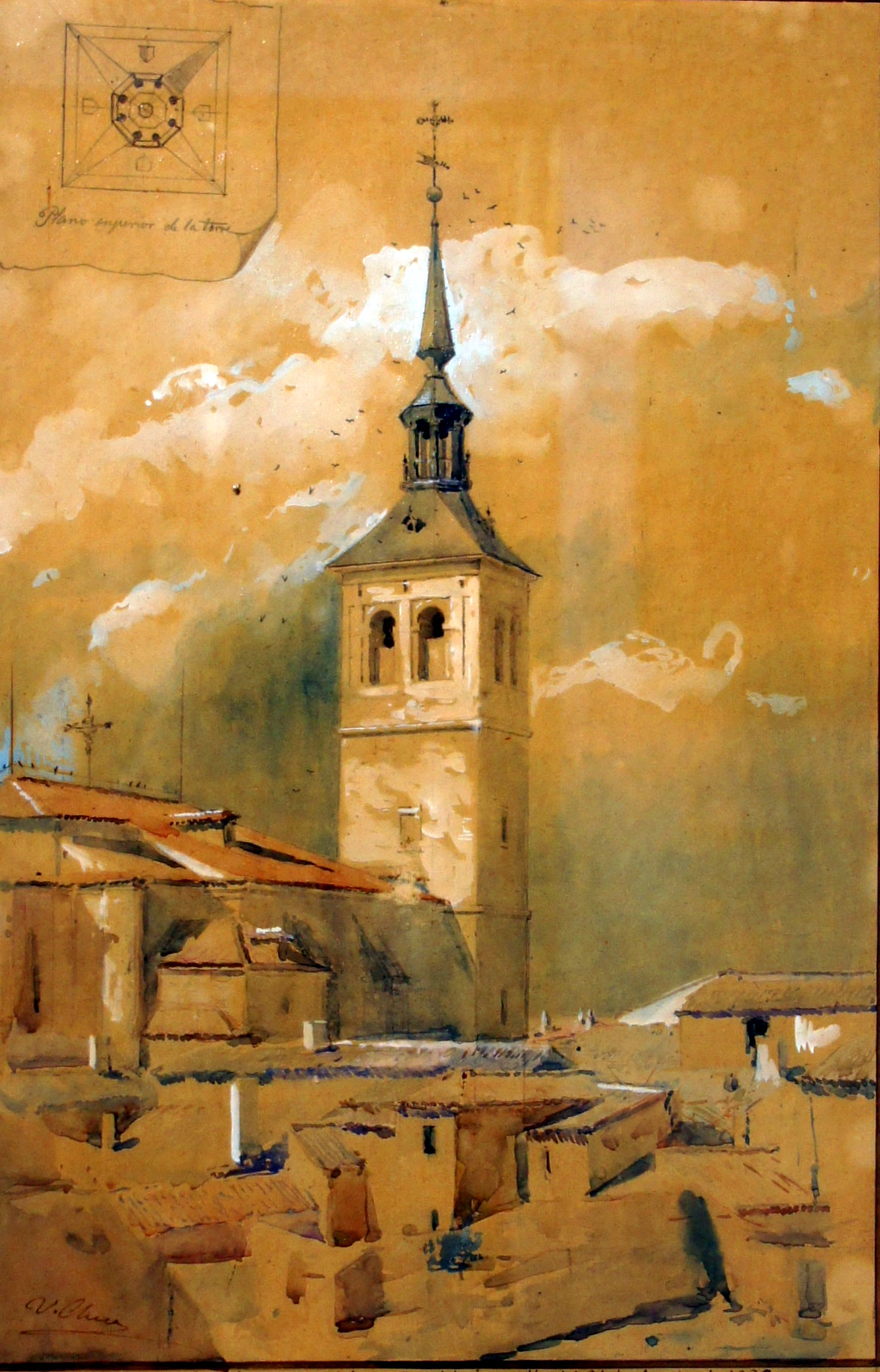
Torre de Colmenar de Oreja, Acuarela sobre papel, 52,1 x 37cm. La torre como estaba antes del incendio de 21 de agosto de 1886. Apunte tomado desde el Zacatín por Ulpiano Checa. Obra donada por la iglesia de Santa María la Mayor al Museo Ulpiano Checa.

En 2004, comenzaron las obras de su restauración que se corresponden con su Plan Director, desarrolladas en sucesivas fases hasta 2007. Estas obras, proyectadas y dirigidas por los arquitectos Mª Antonia González-Valcárcel Sánchez-Puelles y Francisco Landínez Gutiérrez, fueron promovidas por la Dirección General de Patrimonio Histórico de la Comunidad de Madrid dentro del Convenio General con la Provincia Eclesiástica, Diócesis de Getafe. Esta intervención fue premiada en el año 2009 con el Premio Europa Nostra de Patrimonio Europeo en la categoría de Conservación/ Conservación y adaptación a nuevos usos, destacando entre sus méritos la "complejidad de su restauración, llevada a cabo con una gran profesionalidad y precisión, y que ha dado lugar, además, al descubrimiento de importantes tesoros patrimoniales."
El techo, la torre y tres entradas monumentales, atribuidas al diseño del gran arquitecto del Renacimiento Juan de Herrera, estaban en un lamentable estado de conservación y requerían urgentemente una intervención. La investigación arqueológica reveló detalles de la primigenia planta del edificio, así como restos del órgano, desaparecido durante la Guerra Civil. A raíz de esto se procedió a rebajar el suelo 30 centímetros hasta sus cimientos originales, recuperándose así las losas de piedra de Colmenar. También se sanearon y consolidaron las columnas y las bóvedas de crucería, eliminándose los materiales y morteros añadidos en el siglo XIX, y recuperándose así su altura original. Restos de pinturas del siglo XVI fueron igualmente restauradas, tras su descubrimiento en el presbiterio y sobre el retablo de la nave central.
Además, desde el año 2009 cuenta con un vistoso órgano construido por el organista alemán Gerhard Grenzing, donado en su totalidad por la vecina María Pérez García, quien quiso contribuir de esta forma al patrimonio de Colmenar de Oreja.